# Comté de Celano
Entités précédentes :
- comté de Marsi (it)

Le comté de Celano était une domination féodale créée dans la seconde moitié du XIIe siècle, lorsqu'il fut séparé du comté de Marsi (it). Le premier comte de Celano fut Rainaldo, frère de Berardo (it).

## Histoire
La gastaldie lombarde des Marsi, soumise au duché de Spolète, fut élevée au rang de comté des Marsi (it) et dotée de l'autonomie administrative par l'empereur Lothaire Ier, souverain du royaume médiéval d'Italie, au IXe siècle. Le comté de Marsican était initialement gouverné par des fonctionnaires franco-lombards. Par la suite, fut nommé le comte Berardo "il Francisco" (it), ancêtre de la famille noble Berardi (it) et, comme l'attestent divers savants, arrière-petit-fils direct de l'empereur Charlemagne. La domination féodale s'est développée davantage au Xe siècle grâce à l'union de la campagne marsicaine, déjà vaste, avec d'autres territoires voisins. En 1025, le siège comtal fut transféré à Celano par l'un des successeurs de la famille Berardi.
Avec la domination des Normands dans le sud de l'Italie, Roger II de Sicile divise le comté de Marsi en trois secteurs :
- le comté de Carsoli (it) fut donné à Oderisio Berardi ;
- le comté d'Albe à Berardo, fils du comte Marsi Crescenzio ;
- le comté de Celano à Rainaldo, frère de Berardo.

Rainaldo a fait de Celano le plus grand comté du territoire marsicain en 1143, incorporant les territoires de Cocullo, Goriano Sicoli, Goriano Valli et Molina Aterno. Le comte essaya également de faire de Celano, le siège du comté, le siège du diocèse des Marsi, mais échoua à cause de l'intervention du pape Eugène III. En 1212, à la mort du comte Pietro da Celano, le comté passa d'abord à son fils aîné Riccardo, puis à sa mort (1221) à Tommaso (it), le frère de Riccardo.
Thomas, le seigneur féodal le plus puissant du royaume sicilien, avait pour objectif de poursuivre la politique de son père visant à recréer un État indépendant entre la papauté et le royaume de Sicile. Pour ce faire, il épousa Giuditta de Molise en 1213, devenant comte de Molise qui s'ajouta au comté d'Albe, qu'il possédait déjà. Peu de temps après, il défia son frère au combat, ce qui lui assura finalement le comté de Celano, dont il ne pouvait cependant pas encore hériter étant donné la présence de Riccardo qui conservait néanmoins un rôle actif à Celano.
En 1220, Frédéric II devint officiellement empereur et exigea que tous les barons se soumettent, sauf Thomas. Par la suite, en raison de cette opposition, l'empereur Frédéric II lui déclare la guerre. Celle-ci dura trois ans, de 1220 à 1223, et toucha toute la Marsica qui, parmi de nombreuses souffrances, vit finalement la victoire de Frédéric II sur Thomas.
Cependant, Frédéric, bien qu'il ait accepté un accord avec Thomas de le faire partir en exil, s'est vengé auprès de la population locale pour avoir soutenu leur souverain. Celano fut détruite en 1223 et les habitants furent contraints à l'exil.
Par la suite, grâce à l'intercession papale, Celano fut reconstruit dans un nouveau site situé plus bas sur la colline de San Flaviano. Les habitants ont été autorisés à rentrer. Puis avec la mort de Frédéric II, et après une courte période de règne de Frédéric d'Antioche entre 1252 et 1253, Celano revint au comte Ruggerone, ou aux Berardi, jusqu'en 1282 ; pendant une courte période, elle fut concédée en 1287 à Raimondo d'Artus (it), parent de Charles Ier d'Anjou, pour revenir ensuite entre les mains de la dynastie des comtes de Celano qui la détint tout au long du XIVe siècle.
En 1383 Charles III de Durazzo, roi de Naples et de Sicile, arrangea la succession du comté de Celano en faveur des habitants de Ruggero, Berardo et autres de la famille des comtes de Celano.
Depuis 1418, après la mort du comte Nicola, par testament du pape Martin V, le comté fut placé sous la protection de la famille Colonna et attribué à ses frères Lorenzo et Onofrio et à la mort de ce dernier à Giordano, donc en 1423 à Lorenzo son fils, Odoardo (it), fiancé au dernier héritier des comtes de Celano, Jacovella (it), qui en 1422 avait été nommé héritier universel par son frère Pietro, en même temps qu'il publiait une bulle qui soustrayait le comté à l'autorité des souverains et les fonctionnaires du royaume. Avec la mort de Jeanne II et du pontife, Jacovella reprit le comté pour le donner en dot en 1439 à Jacopo Caldora puis en 1440 à Lionello Accrocciamuro (it) jusqu'en 1458, sous le contrôle des Aragonais.
Avec la disparition des derniers descendants de l'ancienne lignée des comtes Berardi de Celano et avec la défaite de Ruggero Accrocciamuro (it), fils de Lionello et Jacovella, en 1463 le comté fut accordé à Antonio Maria Piccolomini Todeschini (it), qui ajouta également le nom d'Aragona pour avoir épousé Maria, fille naturelle du souverain aragonais et aux héritiers de laquelle il resta jusqu'en 1591, date à laquelle ils le vendirent à la famille Peretti (it), tout en conservant le titre appliqué au fief de Scafati. Il se maria ensuite avec la famille Savelli et enfin avec les ducs Sforza-Cesarini jusqu'en 1816. Les derniers propriétaires du château furent les barons Tomassetti en 1892.

### Progrès économique
Le comté de Celano s'est développé vers le Xe siècle grâce à l'union de la campagne marsicaine avec d'autres territoires voisins. À Marsica, saint-François d'Assise répandit son ordre des mineurs. Sa présence initiale sur le territoire semble avoir lieu pendant l'hiver entre 1215 et 1216, lorsqu'il séjourna dans la ville voisine de San Benedetto dei Marsi où il dormit, avec les pauvres, dans un lieu appelé "Luogo" (en dialecte "i loche" ), à proximité de l'amphithéâtre romain. Un voyage ultérieur à la Marsica, à Pescina, Celano et San Benedetto dei Marsi, aurait probablement eu lieu entre 1219 et 1222. D'après ce que rapporta son premier biographe Thomas de Celano et, plus tard, Bonaventure de Bagnoregio qui réécrit selon Selon la biographie, saint François guérit, en accomplissant un miracle, un chevalier qui l'hébergeait dans le palais Celanese qu'il possédait. En 1225, dans la ville voisine de Pescina, San Francesco fonda le couvent à côté de l'église contemporaine de Sant'Antonio di Padova (it),,.
Sous le règne de Lionello Accrocciamuro, le Tratturo Royal Celano-Foggia fut « régularisé » par les Aragonais et l'une des routes de transhumance pastorale les plus populaires fut tellement renforcée qu'elle devint au XIVe siècle une pierre angulaire de l'économie celanaise. Accrocciamuro et la comtesse Jacovella, dernière héritière des comtes de Celano, ont réalisé d'importants travaux : achèvement du deuxième étage du donjon et des trois tours du château Piccolomini et construction de l'église de San Francesco ainsi que de nombreuses autres interventions artistiques dans les églises celanoises.
Ce comté, comme tous les autres comtés, fut effectivement aboli en 1806, année de la subversion de la féodalité. Dans les années suivantes, à la suite de l'assèchement du lac Fucin, achevé en 1878 par le banquier Alessandro Raffaele Torlonia, la ville d'Avezzano, qui comptait alors environ 13 000 habitants et déjà capitale d'abord de la région puis de ses environs, devint à toutes fins pratiques, le nouveau centre de référence politico-administratif de la région de Marsica.

## Territoires du comté
Le vaste territoire du comté de Celano comprenait entre le XIIe  et le  XIXe siècle plusieurs centres tels que Aielli, Balsorano, Bisegna, Castel di Ieri, Castronovo (it), Celano, Cerchio, Cocullo, Collarmele, Collelongo, Gagliano Aterno, Gioia, Goriano Sicoli, Lecce, Molina, Morrea (it), Ortucchio, Ovindoli, Pescasseroli, Pescina, Rocca di Mezzo, Rovere (it), San Benedetto dei Marsi, San Giovanni (it), San Potito (it), Santa Jona (it), Torre di Sperone (it), Venere et Villavallelonga.